# 建部町下神目
建部町下神目（たけべちょうしもこうめ、Takebe-Chō Shimokōme）は、岡山県岡山市北区建部町の中北部に位置する大字である。旧久米郡福渡村下神目、久米郡福渡町下神目、御津郡建部町下神目。郵便番号は709-3113（福渡郵便局管区）。

## 地理
岡山市北区建部町の中北部に位置しており、旧美作国にあたる。誕生寺川が東から西へと流れ、その両側に谷底平野が形成されている。
なお、隣接する久米南町に上神目および神目中という大字がある。

### 河川
- 誕生寺川（たんじょうじがわ）
  - 大谷川
  - 里見川
  - 金屎川
  - 豊楽寺川
  - 野伏尾川

#### 滝
- 牲谷の雌雄滝

### 森林
- 三樹山（みきやま）の樹林

## 歴史

### 沿革
- 1889年6月1日 - 町村制施行に伴い、久米南条郡下神目村が福渡村、川口村、豊楽寺村と合併したことにより、久米南条郡福渡村下神目となる。
- 1900年4月1日 - 久米南条郡が久米北条郡と合併したことにより、久米郡福渡村下神目となる。
- 1922年11月23日 -福渡村が町制、福渡町となったことにより、久米郡福渡町下神目となる。
- 1955年2月1日 - 福渡町が久米郡鶴田村と合併し、新たな福渡町となる。
- 1967年1月15日 - 久米郡福渡町が御津郡建部町と合併したことにより、御津郡建部町下神目となる。
- 2007年（平成19年）1月22日 - 御津郡建部町が岡山市と合併し、岡山市建部町下神目となる。
- 2009年（平成21年）4月1日 岡山市が政令指定都市に移行した事に伴い、岡山市北区建部町下神目となる。

## 寺社・史跡

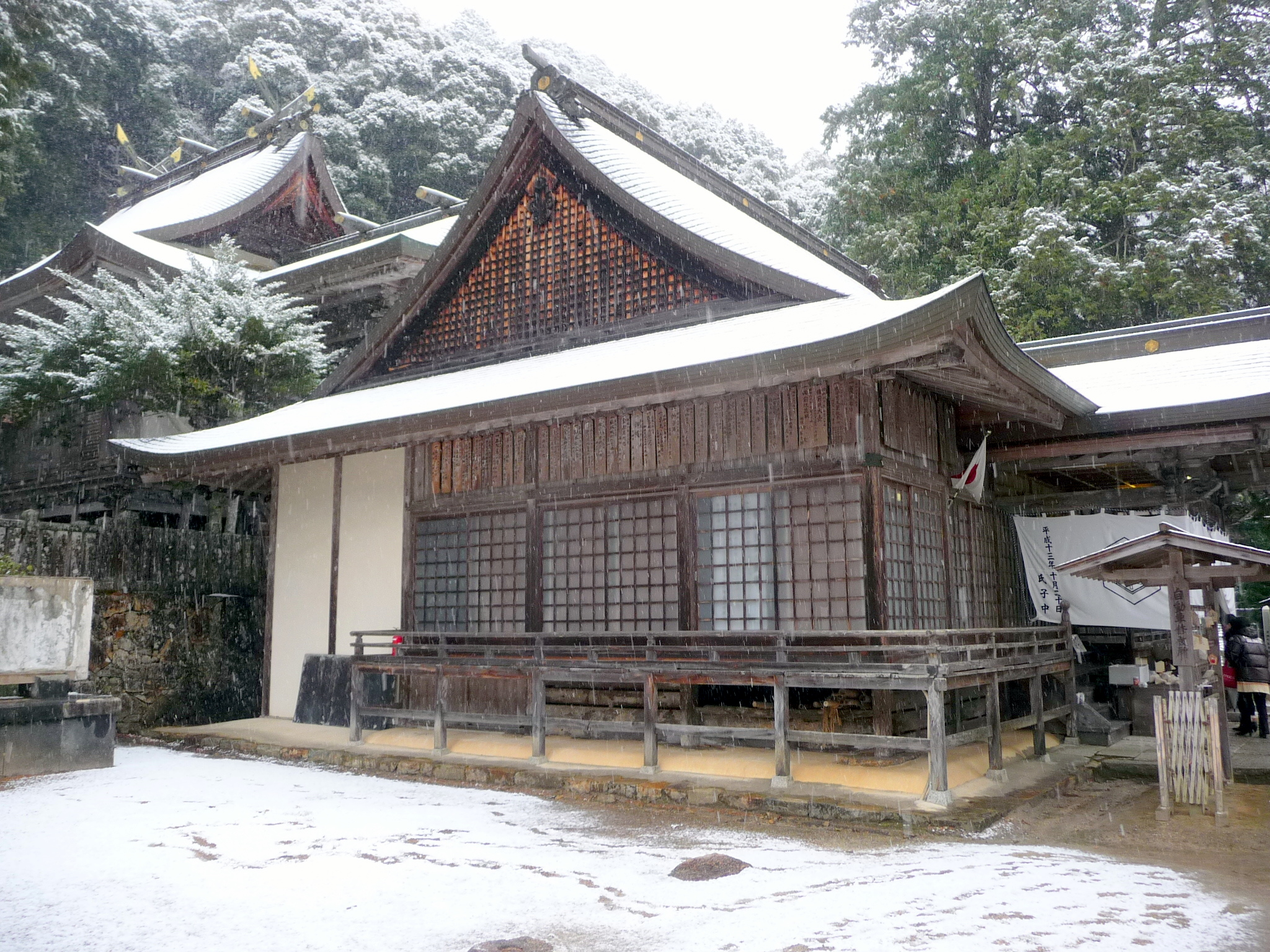
志呂神社の拝殿（手前）と本殿（奥）

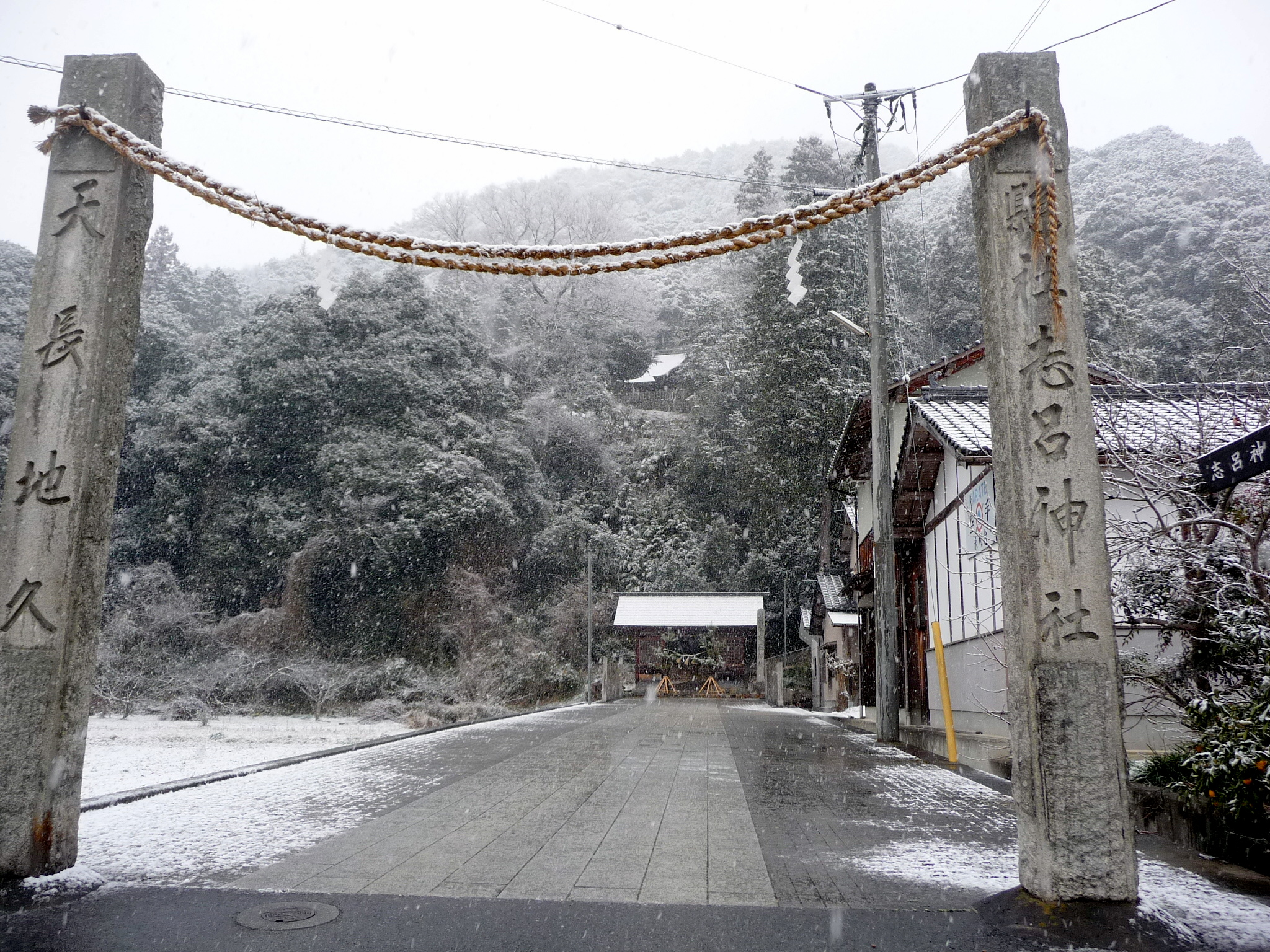
志呂神社の表参道（随神門前）

寺社
- 志呂神社

山城跡
- 伊勢畑城
- 下風城
- 鷹栖城
- 伏山城

## 施設
宿泊・体験施設
- 農家民宿「のぶえ農園工房」

## 主なイベント
- 志呂神社歳旦祭（1月1日）
- 志呂神社輪潜祭（7月最終土曜日）
- 志呂神社例祭（秋祭、10月20日）

## 小・中学校の学区
- 岡山市立福渡小学校・岡山市立建部中学校の学区に属する。

## 交通

### 鉄道路線

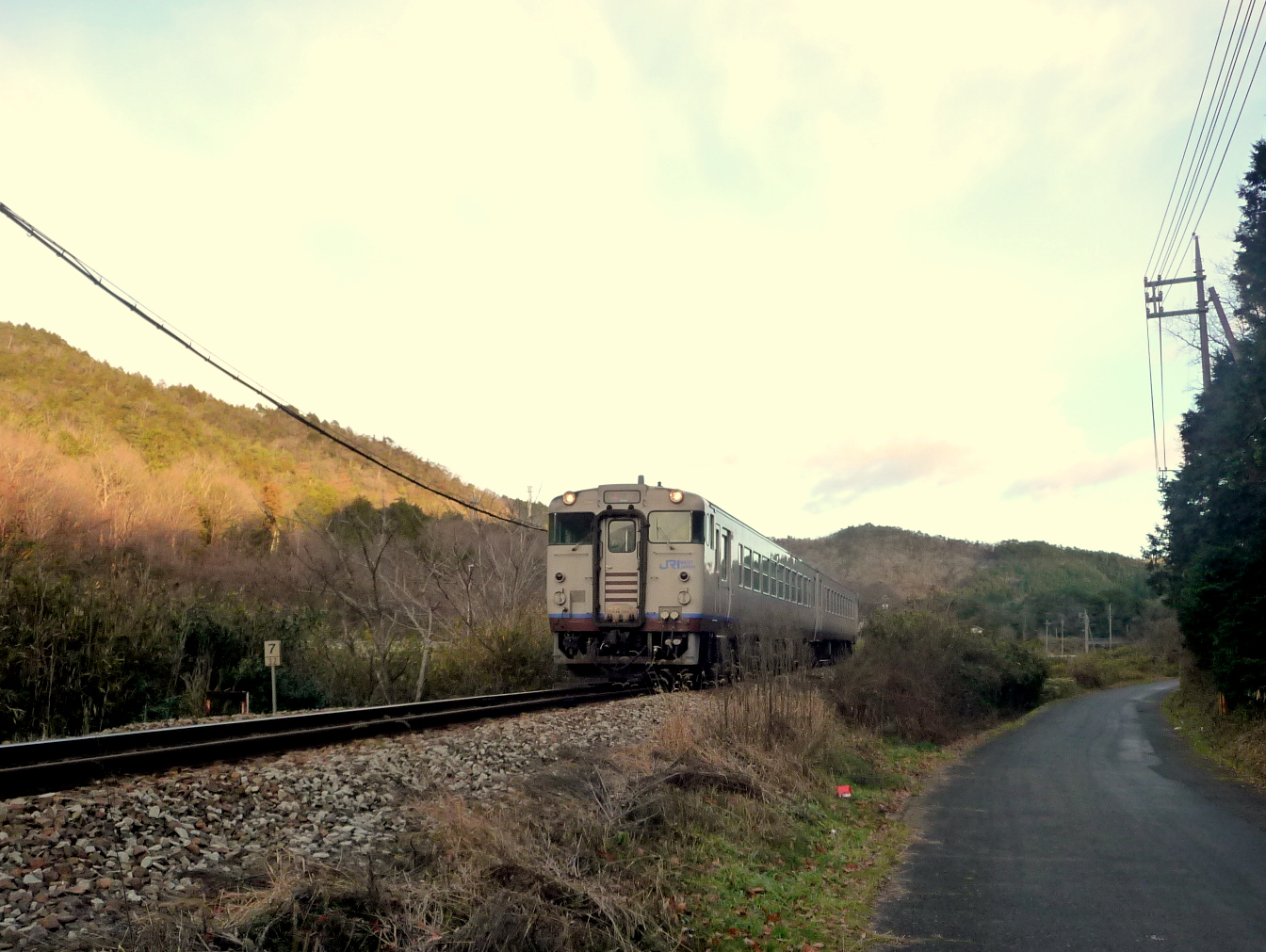
津山線快速「ことぶき」（建部町下神目）

- JR津山線：福渡駅または神目駅からそれぞれ徒歩。

### 道路
- 一般国道
  - 国道53号

### バス
- 御津・建部コミュニティバス

## 出身・ゆかりの人物
出身者
- 菅寿雄 - 実業家。元セントラル硝子常務取締役・監査役。江戸時代、菅家は村の庄屋を務めた家柄であった。父の菅實は開業医であり、久米郡医師会長、郡会議員等を歴任した[1]。